# Pluto postier
Pour plus de détails, voir Fiche technique et Distribution.
Pluto postier (Mail Dog) est un court-métrage d'animation américain des studios Disney avec Pluto, sorti le 14 novembre 1947.

## Synopsis
Pluto, chien soldat, garde le poste no 5 lorsqu'un avion postal perd un sac de courrier dans une tempête. Pluto est alors chargé de ramener le courrier à l'aéroport.

## Fiche technique
- Titre original : Mail Dog
- Titre français : Pluto postier
- Série : Pluto
- Réalisation : Jack Hannah
- Scénario : Nick George, Bill Berg
- Animation : Bob Carlson, Volus Jones, Bill Justice, George Kreisl
- Effets visuels : Jack Boyd
- Décors : Brice Mack
- Layout : Yale Gracey
- Musique : Paul J. Smith, Oliver Wallace
- Production : Walt Disney
- Société de production : Walt Disney Productions
- Société de distribution : RKO Radio Pictures
- Format : Couleur (Technicolor) - 1,37:1 - Son mono (RCA Photophone)
- Durée : 7 min
- Langue : Anglais
- Pays de production :  États-Unis
- Date de sortie :
  - États-Unis : 14 novembre 1947[1]

## Voix originales
- Pinto Colvig : Pluto/Arctic Rabbit
- Erdman Penner : Pilot/Radioröst/Högtalare

## Titre en différentes langues
- Suède : Pluto vid luftposten

Source : IMDb